# Fotogenkök

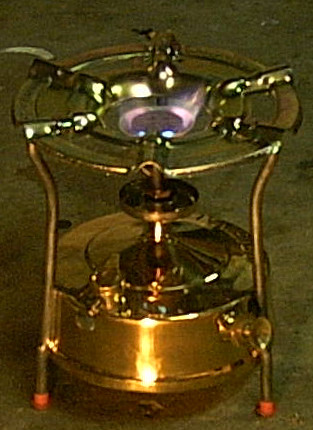
Fotogenkök.

Fotogenkök, är en liten lättburen kokapparat med fotogen som bränsle. 
Fotogenköket utvecklades efter förgasningspatent av C.E. Östlund från 1885 samt primusköket, som uppfanns av Frans Lindqvist 1888, vilket förgasar bränslet och blandar det med luft innan antändningen. Moderna friluftskök av modellen flerbränslekök kan användas med fotogen, och i grunden är funktionen densamma som för primusköket.
På 1890-talet fanns även stadiga fotogenkök i gjutjärn för användning i hemmet.